# Primera División 1932/33
De Primera División 1932/33 was de vijfde uitvoering van de hoogste betaaldvoetbalafdeling in Spanje. Het seizoen begon op 27 november 1932 en eindigde op 28 maart 1933. Real Madrid werd voor het tweede jaar op rij landskampioen.

## Eindstand
| Positie | Club                 | Wedstrijden | Winst | Gelijk | Verlies | DV | DT | Doelsaldo | Punten |
| ------- | -------------------- | ----------- | ----- | ------ | ------- | -- | -- | --------- | ------ |
| 1       | Real Madrid          | 18          | 13    | 2      | 3       | 49 | 17 | 32        | 28     |
| 2       | Athletic Bilbao      | 18          | 13    | 0      | 5       | 63 | 30 | 33        | 26     |
| 3       | Espanyol Barcelona   | 18          | 10    | 2      | 6       | 33 | 30 | 3         | 22     |
| 4       | FC Barcelona         | 18          | 7     | 5      | 6       | 42 | 34 | 8         | 19     |
| 5       | Betis Sevilla        | 18          | 6     | 5      | 7       | 31 | 45 | -14       | 17     |
| 6       | Real Sociedad        | 18          | 6     | 3      | 9       | 41 | 47 | -6        | 15     |
| 7       | Arenas Club de Getxo | 18          | 5     | 4      | 9       | 39 | 44 | -5        | 14     |
| 8       | Racing Santander     | 18          | 6     | 2      | 10      | 47 | 58 | -11       | 14     |
| 9       | Valencia CF          | 18          | 4     | 5      | 9       | 34 | 53 | -19       | 13     |
| 10      | Deportivo Alavés     | 18          | 5     | 2      | 11      | 21 | 42 | -21       | 12     |

| Kampioen | Gedegradeerd | DV = Doelpunten voor | DT = Doelpunten tegen |

## Topscorers
De Pichichi-trofee wordt jaarlijks uitgereikt aan de topscorer van de Primera División.
| Speler              | Goals | Club            |
| ------------------- | ----- | --------------- |
| Manuel Olivares     | 16    | Real Madrid     |
| Bata                | 15    | Athletic Bilbao |
| José Iraragorri     | 14    | Athletic Bilbao |
| Guillermo Gorostiza | 14    | Athletic Bilbao |

1929 · 1929/30 · 1930/31 · 1931/32 · 1932/33 · 1933/34 · 1934/35 · 1935/36 · 1936/37 · 1937/38 · 1938/39 · 1939/40 · 1940/41 · 1941/42 · 1942/43 · 1943/44 · 1944/45 · 1945/46 · 1946/47 · 1947/48 · 1948/49 · 1949/50 · 1950/51 · 1951/52 · 1952/53 · 1953/54 · 1954/55 · 1955/56 · 1956/57 · 1957/58 · 1958/59 · 1959/60 · 1960/61 · 1961/62 · 1962/63 · 1963/64 · 1964/65 · 1965/66 · 1966/67 · 1967/68 · 1968/69 · 1969/70 · 1970/71 · 1971/72 · 1972/73 · 1973/74 · 1974/75 · 1975/76 · 1976/77 · 1977/78 · 1978/79 · 1979/80 · 1980/81 · 1981/82 · 1982/83 · 1983/84 · 1984/85 · 1985/86 · 1986/87 · 1987/88 · 1988/89 · 1989/90 · 1990/91 · 1991/92 · 1992/93 · 1993/94 · 1994/95 · 1995/96 · 1996/97 · 1997/98 · 1998/99 · 1999/00 · 2000/01 · 2001/02 · 2002/03 · 2003/04 · 2004/05 · 2005/06 · 2006/07 · 2007/08 · 2008/09 · 2009/10 · 2010/11 · 2011/12 · 2012/13 · 2013/14 · 2014/15 · 2015/16 · 2016/17 · 2017/18 · 2018/19 · 2019/20 · 2020/21 · 2021/22 · 2022/23 · 2023/24 · 
2024/25

Europa: Champions League · Cup Winners Cup · UEFA Cup · UEFA Super Cup